# Britská Indie
Britský rádž (anglicky British Raj), též Britská Indie (anglicky British India), je název bývalé britské kolonie existující mezi lety 1858–1947 na většině území Indického subkontinentu. Zabírala takřka celé území dnešní Indie, Bangladéše, Pákistánu a do 1. dubna 1937 i Barmy.

## Historie
Britské koloniální panství v Indii – oficiálně nazývané Britská Indie – bylo administrativně ustanoveno 1. listopadu 1858, i když již dlouho před tím Spojené království Velké Británie a Irska spravovalo rozsáhlé území v Indii nepřímo – kdy hospodářskou a politickou moc fakticky držela Britská Východoindická společnost, která v Indii působila od roku 1600. V roce 1858 však byla převedena administrativa z Východoindické společnosti na britskou korunu, resp. královnu Viktorii, královnu v čele Britské Indie ovšem zastupoval místokrál. 
V roce 1876 byla Viktorie prohlášena císařovnou Indie a z Britské Indie se stalo Indické císařství. Důvodů pro spíše administrativní a protokolární změnu bylo více – třeba, že Británie byla největší koloniální velmocí a pak také odkaz na Mughalskou říši, což byla islámská turecko-mongolská říše rozprostírající se na většině indického subkontinentu, která se zformovala v roce 1526, ovládla rozsáhlá území koncem 17. a počátkem 18. století a zanikla v polovině 19. století.
15. srpna 1947 byla Britská Indie na základě Zákona o nezávislosti Indie rozdělena na dvě nezávislá dominia – Indii (později Indická republika) a Pákistán (později Islámská republika Pákistán a Bangladéšská lidová republika).

## Geografický a politický rozsah
Britská Indie měla sice základ na dnešním území Indie – což je geograficky Přední Indie, v různých dobách ale zahrnovala i jiná území, která se počítaly k tehdejší Indii – tedy dnešní Pákistán a Bangladéš – ale Britská Indie či Indické císařství v různých dobách navíc administrativně zahrnovaly i jiná rozsáhlá území v Zadní Indii – a ostrovech, či poloostrovech v Indickém oceánu – k Indii tedy v určitých dobách náležela například např. Adenská kolonie (1858–1937), Dolní Barma (1858–1937), Horní Barma (1886–1937), Britské Somálsko (1884–1898) a Singapur (1858–1867). Barma byla pod přímou kontrolou britské koruny od roku 1937 až do své nezávislosti v roce 1948. 
Indie vlastně byla z hlediska britské správy dvojí, a pokud se započtou i území které k Indii patřily pouze geograficky, ale spravovaly ji jiné státy než Velká Británie – pak trojí. 
- Britská Indie (v užším smyslu) – kterou tvořily provincie (v čele z guvernéry), od roku 1876 Indické císařství
- nezávislé, či polonezávislé indické státy – Brity označované jako knížectví s různou mírou samostatnosti a různou velikostí, které zahrnovaly téměř polovinu území Přední Indie – a domorodá indická knížectví tak vlastně tvořily spolu s provinciemi Britskou Indii (v širším smyslu) – která v různých dobách navíc zahrnovala i další území, jako Smluvní státy v Perském zálivu, které byly teoreticky rovněž knížecími státy Britské Indie až do roku 1946
- území v přední Indii, spravované jinými evropskými mocnostmi, které se pokoušeli kolonizovat Indii před Brity, či souběžně s Brity - jako třeba Portugalci nebo Francouzi (Portugalskem spravovaný stát Goa, teritoria Damán a Díjú, Dádra a Nagar-havéli a Puttuččéri, a západobengálského město Čandannagar)

Okolní britské državy
Na základě Amienské smlouvy byla k Britskému impériu v roce 1802 připojena část Cejlonu (dnešní Srí Lanka). Tento ostrov byl britskou korunní kolonií, a byť byl bezprostředním sousedem Britské Indie, nebyl její součástí. Co se týče nepálského a bhútánského království, tak tyto státy sice vedly válku s Brity, avšak posléze s nimi podepsaly příměří a Britové je považovali za nezávislé státní celky. Další bezprostřední soused Britské Indie, sikkimské království, sice bylo po podepsání britsko-sikkimské smlouvy z roku 1861 ustanoveno za knížecí stát, avšak otázka jeho suverenity zůstala neurčena. Maledivy byly britským protektorátem od roku 1887 do roku 1965, ale nebyly součástí Britské Indie.

## Galerie

### Vlajky

království a impéria (1858–1947)
reprezentativní (1885–1947)
obchodní vlajka (1880–1947)
námořní vlajka (1879–1947)

### Mapy

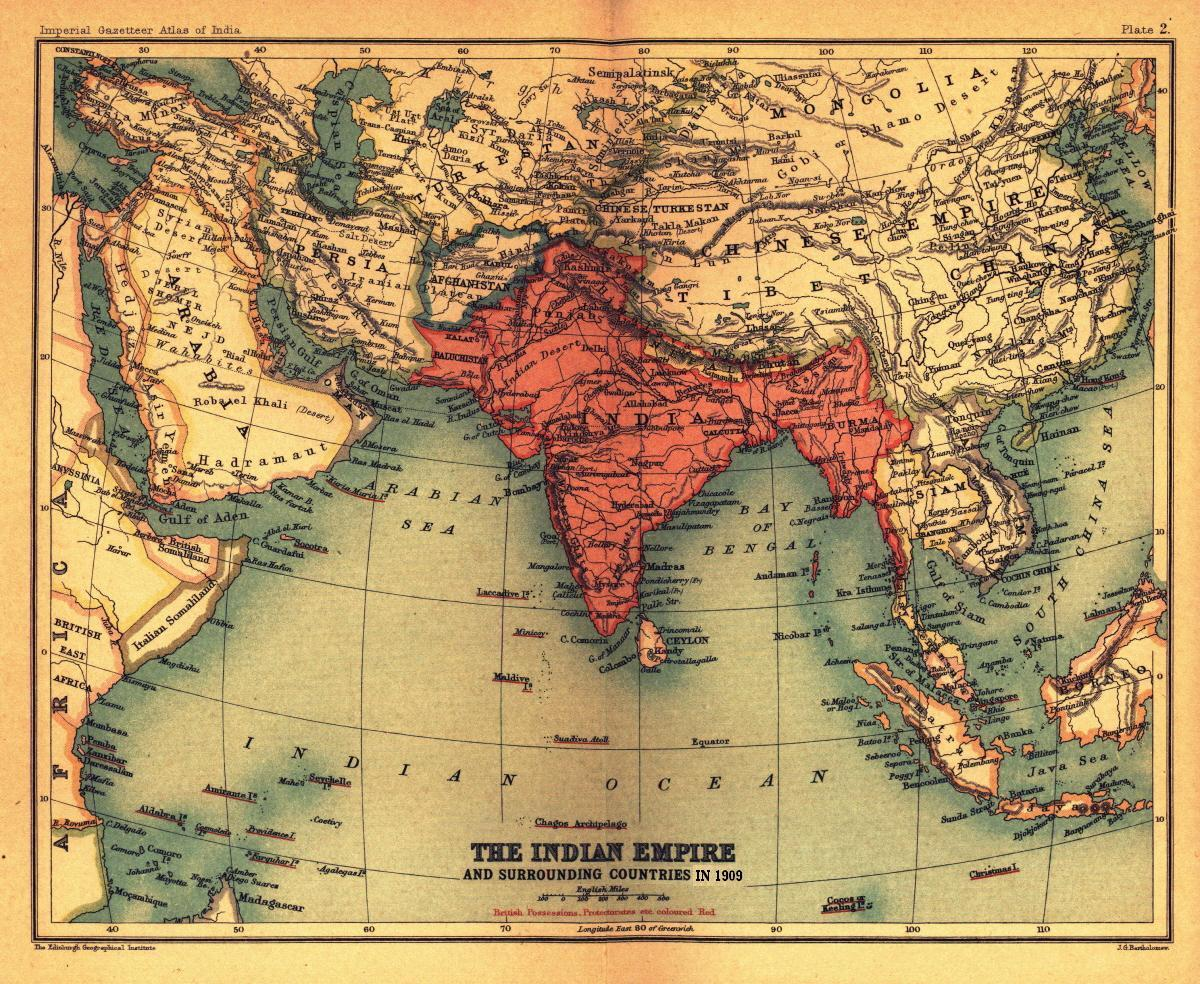
Mapa Britské Indie, 1909
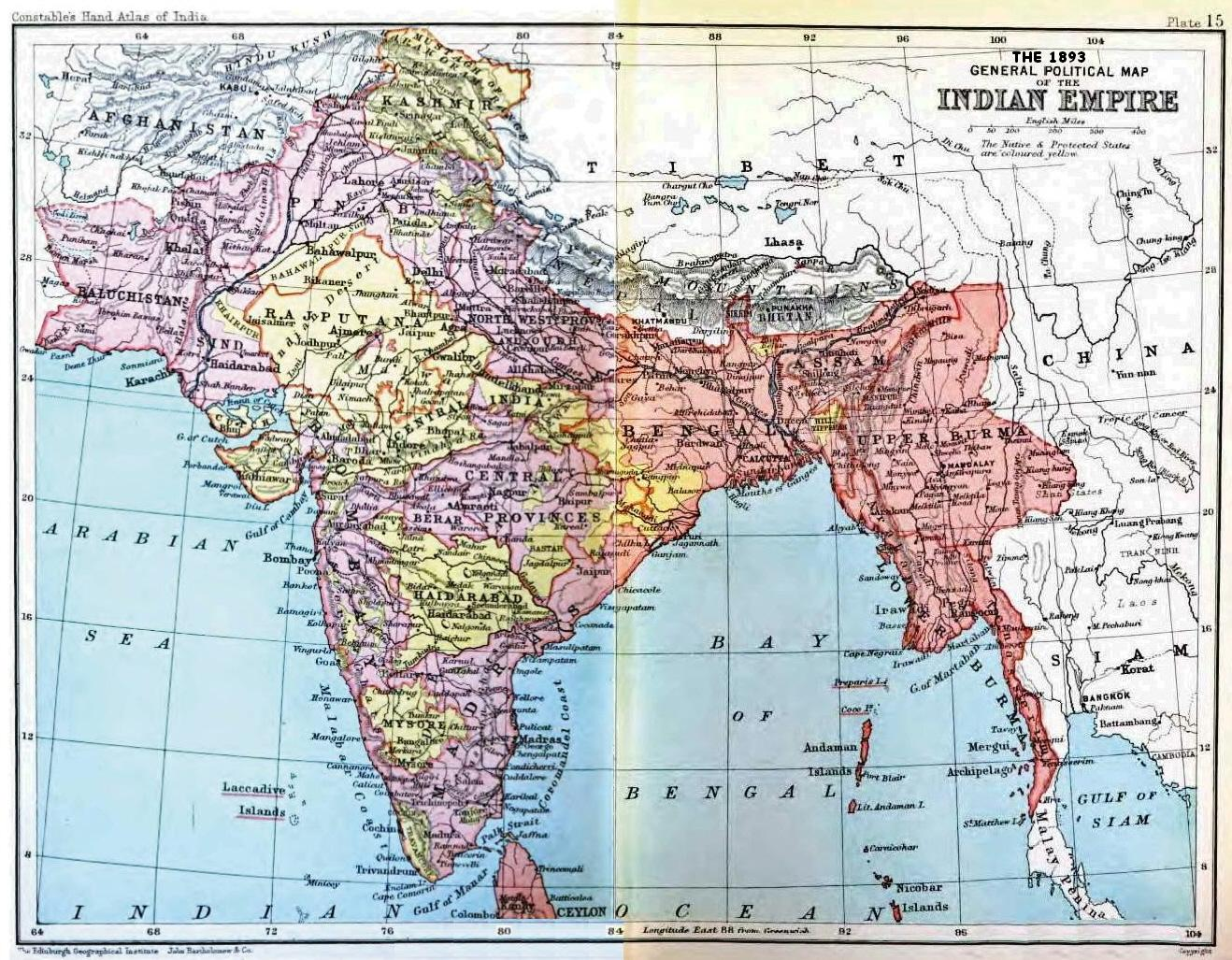
Politická mapa Britské Indie, s územím pod přímou britskou správou (červeně) a s vazalskými knížecími státy (žlutě) r. 1893

### Události

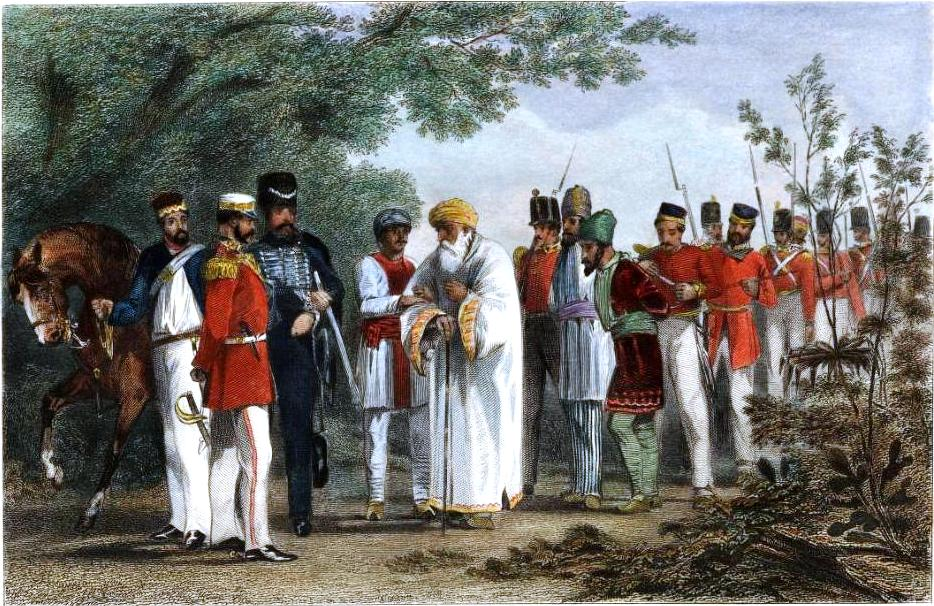
Zajetí posledního mughalského císaře Bahádura Šáha II. po potlačení velkého indického povstání roku 1857
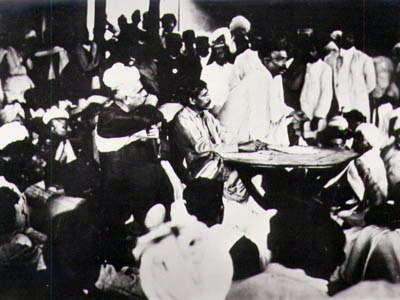
Projev Bála Gangádhara Tilaka, člena Indického národního kongresu prosazujícího nezávislost indie, 1907